# Isa (Enslaved)
Isa är det åttonde studioalbumet med det norska metalbandet Enslaved. Albumet spelades in i Grieghallen Studio i Bergen och utgavs 1 november 2004.

## Låtlista
1. Intro: "Green Reflection" – 0:51
2. "Lunar Force" (Kjetil Tvedte Grutle/Ivar Skontorp Peersen) – 7:03
3. "Isa" (Peersen) – 3:46
4. "Ascension" (Peersen) – 6:45
5. "Bounded By Allegiance" (Grutle/Peersen) – 6:38
6. "Violet Dawning" (Peersen) – 3:49
7. "Return to Yggdrasill" (Grutle/Peersen) – 5:39
8. "Secrets of the Flesh" (Peersen) – 3:36
9. "Neogenesis" (Peersen) – 11:58
10. Outro: "Communion" – 0:56

## Medverkande
Enslaved
- Grutle Kjellson (eg. Kjetil Tvedte Grutle) – sång, basgitarr
- Ivar Bjørnson (Ivar Skontorp Peerson) – gitarr
- Ice Dale (Arve Isdal) – sologitarr
- Cato Bekkevold – trummor
- Herbrand Larsen – keyboard, mellotron, piano, hammondorgel, sång

Bidragande musiker
- Abbath (Olve Eikemo) – sång (spår 2)
- Nocturno Culto (Ted Arve Skjellum) – sång (spår 3 och 5)
- Are Mundal – Intro, Outro
- Ofu Kahn – sång (spår 4)
- Stig Sandbakk – sång (spår 4 och 7)
- Dennis Reksten (Sven Johan Reksten) – synthesizer (spår 8)

Produktion
- Pytten (Eirik Hundvin) – producent, ljudtekniker
- Herbrand Larsen – ljudtekniker
- Lars Klokkerhaug – mixning
- Peter In de Betou – mastering
- Asle Birkeland – omslagsdesign, foto
- Truls Espedal – omslagskonst
- Peter Beste – foto